# Astatomorpha virgulataria
Astatomorpha virgulataria är en fjärilsart som beskrevs av Felder 1875. Astatomorpha virgulataria ingår i släktet Astatomorpha och familjen mätare. Inga underarter finns listade i Catalogue of Life.